# آموزش همگانی آبردین
آموزش همگانی آبردین یک منطقه آموزش و پرورشی در شهرستان گریز هاربر، واشینگتن، در ایالات متحده می‌باشد.
در سال تحصیلی ۲۰۱۵–۱۶ در این منطقه ۳٬۲۷۹ عدد دانش آموز ثبت نام شده‌اند.